# Vasco Seabra
Vasco César Freire de Seabra (Paços de Ferreira, 15 de setembro de 1983) é um treinador de futebol português.

## Carreira
Natural de Paços de Ferreira, Seabra foi nomeado treinador do FC Paços de Ferreira na Primeira Liga a 13 de dezembro de 2016, substituindo Carlos Pinto . Ele venceu o seu primeiro jogo por 2-1 contra o Boavista FC e terminou a temporada em 13º, alcançando o objetivo proposto de assegurar a manutenção do clube na Primeira Liga.
Ele saiu em 23 de outubro de 2017, após uma derrota frente ao FC Porto, com a equipa em 13º após 9 jornadas realizadas e eliminada da Taça de Portugal .

## FC Famalicão
A 24 de janeiro de 2018, Seabra ingressou no FC Famalicão na LigaPro, com contrato até ao final da época seguinte.

## CD Mafra
Seabra foi contratado com a duração de um ano na CD Mafra a 31 de maio de 2019, tendo como missão mantê-los na segunda divisão. Com um dos orçamentos mais baixos da Segunda Liga, Seabra superou as expetativas, terminando a época na quarta posição e levando o clube aos oitavos de final da Taça de Portugal ao eliminar o FC Moreirense fora de casa.

## Boavista
Em julho de 2020, Seabra voltou à primeira divisão como treinador do Boavista FC, com um contrato de dois anos.

## Moreirense
Vasco Seabra assinou contrato com o Moreirense por uma época e meia em janeiro 2021. O treinador português estreou-se com um empate frente ao Vitória de Guimarães (2-2) com a equipa em 10º lugar da classificação da Primeira Liga. Terminou a época em 9° lugar, com 7 vitórias e 9 empates em 23 jogos disputados.

## Marítimo
No dia 13 de Novembro 2021, Vasco Seabra assinou contrato com o CS Marítimo válido por uma época e meia. Pegou a equipa em 17.º lugar na tabela de classificação da Primeira Liga e, em apenas 7 jogos, subiu a equipa para o 9.º lugar com cinco vitórias e um empate. Depois de um mau início na época 2022/23, acabou por deixar o clube madeirense.   

## Estoril Praia
A 25 de setembro de 2023, Seabra foi anunciado como novo treinador do Estoril Praia. Estrou-se pelos canarinhos com uma vitória por 2-1 frente ao Leixóes, a contar para a Taça da Liga.   
Num período de um mês alcançou duas vitórias históricas pelo Estoril, ao vencer o FC Porto no Estádio do Dragão por 1-0 e depois batendo os dragões por 3-1 em casa, que garantiu a primeira qualificação dos canarinhos para a "Final Four" da Taça da Liga.   
No dia 30 de dezembro de 2023, Vasco Seabra completou o jogo número 100 na I Liga, ao bater o Farense por 4-0. A 24 de fevereiro de 2024, o Estoril eliminou o Benfica nas meias-finais da Taça da Liga, nos penáltis (5-4), depois de um empate a 1 golo nos 90 minutos. Vasco Seabra liderou assim os canarinhos à primeira final do clube nos últimos 80 anos.
A 29 de junho de 2024, Vasco Seabra terminou o seu contrato com o Estoril Praia, a apenas 3 dias de começar a época 2024/25. 

## Arouca
A 29 de outubro de 2024, Vasco Seabra foi anunciado como novo treinador do FC Arouca, com contrato até ao final da época 2024/25.  Chegou ao Arouca na 10.ª jornada, quando a equipa estava no 14.º lugar com 7 pontos, apenas 2 pontos acima da descida direta. Terminou a época no 12.º lugar, com 38 pontos. 
Durante esta passagem, alcançou a melhor sequência a pontuar da história do Arouca na I Liga, com 8 jogos consecutivos, e estabeleceu o recorde de 11 jogos seguidos a marcar na competição.  Destacaram-se também os empates conseguidos frente a Sporting, em Alvalade, e Benfica, na Luz, ambos por 2-2.

Vasco Seabra renovou também o seu contrato com o Arouca até 2026. 